# Selyemút
A kínai selyemárukat az Ázsián átvezető karavánutakon szállították a kereskedők Európába, ahol igen nagy becsben tartották a titokzatos kelmét. A selyemút elnevezés kereskedelmi útvonalak olyan történelmi hálózatára használatos, amely Kelet-, Dél- és Nyugat-Ázsiát, a mediterrán térségen keresztül Európával és Észak-Afrikával kötötte össze. Kínából, Csanganból (mai nevén Hszian) indult, Anatólia területén és a Földközi-tenger térségén haladt keresztül. A selyemúton folytatott kereskedelem fontos szerepet játszott olyan nagy civilizációk fejlődésében, mint Kína, Egyiptom, Perzsia, Arábia, India, Róma és Bizánc.
Kutatások szerint az egymást követő hullámokban bekövetkezett pestisjárványok terjedése a selyemúton keresztül történt. A kór egy Közép- és Belső-Ázsiában honos rágcsálón, a futóegéren (Rhombomys opimus) megtelepedő bolhán keresztül jutott Európába. A bolha a selyemút mentén közlekedő karavánokkal együtt utazott nyugat felé, a rossz higiéniai körülmények miatt jóval nagyobb pusztítást okozott, mint Ázsiában.
A selyemút (németül „Seidenstraße”, „Seidenstraßen”) elnevezést először Ferdinand von Richthofen német geográfus használta 1877-ben.  
2014-ben az út kazahsztáni, kínai és kirgizisztáni szakaszát az UNESCO Világörökség részévé nyilvánították.

## Története

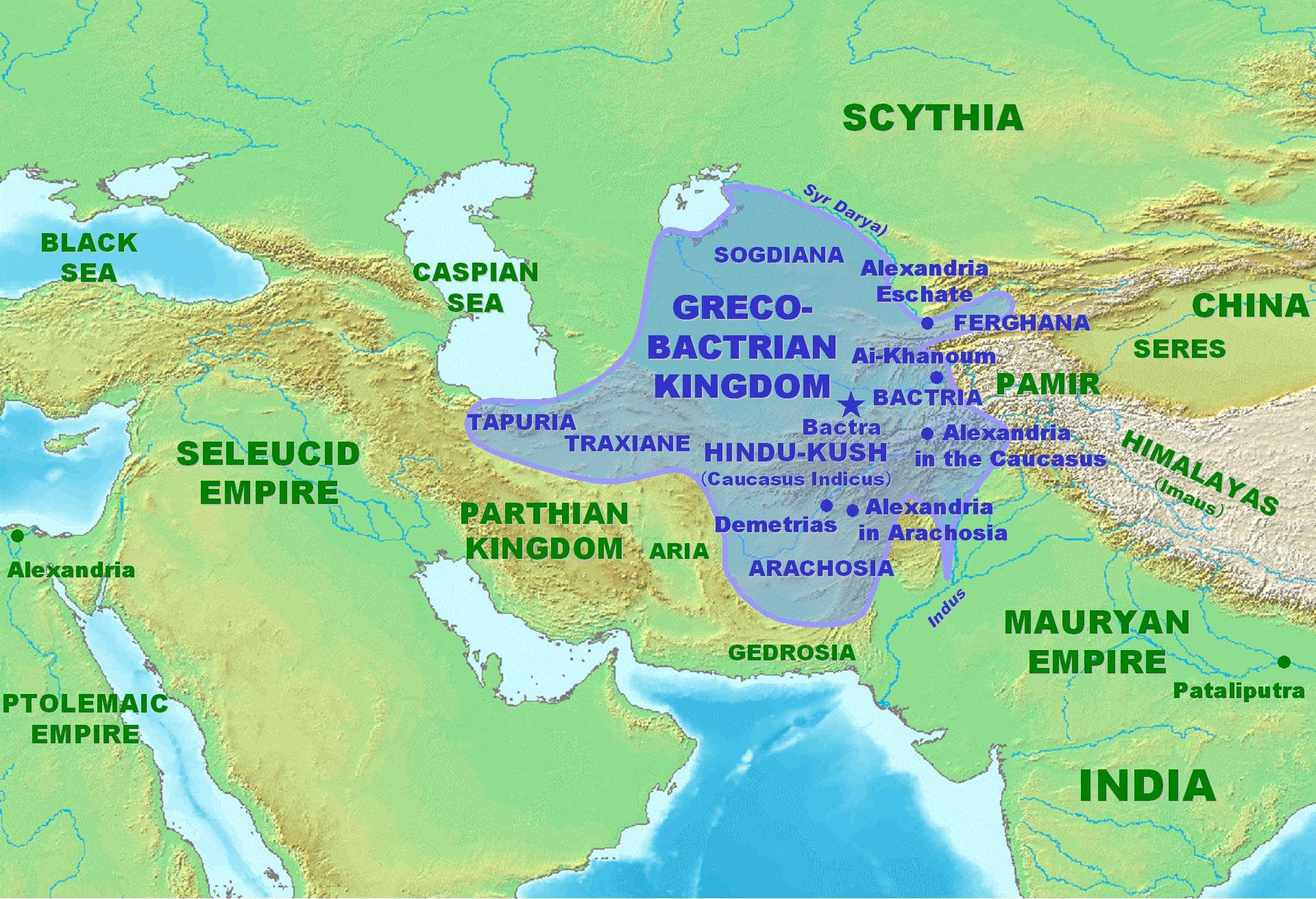
A Görög-baktriai Királyság elhelyezkedése

I. e. 327-ben Szogdiát meghódította Nagy Sándor, majd Baktriával összevonva birodalma egyik szatrapiájává tette. Az évi adó fizetésére kötelezett szatrapia (tartomány), körülbelül azon a területen feküdt, ahol napjainkban Afganisztán, Üzbegisztán és Türkmenisztán van. Később, a hellenizmus korában a Görög-Baktriai Királyság része lett mintegy egy évszázadra. A hellenizmus idején fellendült a városi kultúra, a greko-baktriai uralkodók sok új várost is alapítottak nemcsak Baktriában, hanem Szogdiában is. Ez sok indiai kereskedőt és kézművest vonzott ide, akik a prákrit nyelvek egyik északnyugat-indiai nyelvjárását, a gandhári prákritot beszélték. A szogdok ezután kézműves, kereskedő, városi néppé váltak.  A greko-baktriai uralkodók felismerték a kereskedelem jelentőségét, ezért az i. e. 2. század első felében katonai hadműveleteket folytattak egészen Loulanig, hogy biztosítsák a Tarim-medencén keresztül vezető kereskedelmi utakat, amelyek a hamarosan megszülető selyemút egyik szárazföldi szakaszát képezték.  Az indiai kereskedők elsősorban az Amu-darjától délre tevékenykedtek, a szogdokra maradt a túloldal és a Kínával való kapcsolattartás. Erre utal, hogy a Ts'in Királyság neve a szogd Čin alakban terjedt el mint Kína neve. Az indiaiak ezt a szogdoktól később Cina alakban vették át. Az indiai kereskedők nyomában a buddhista misszionáriusok is megjelentek a Greko-baktriai Királyságban. 

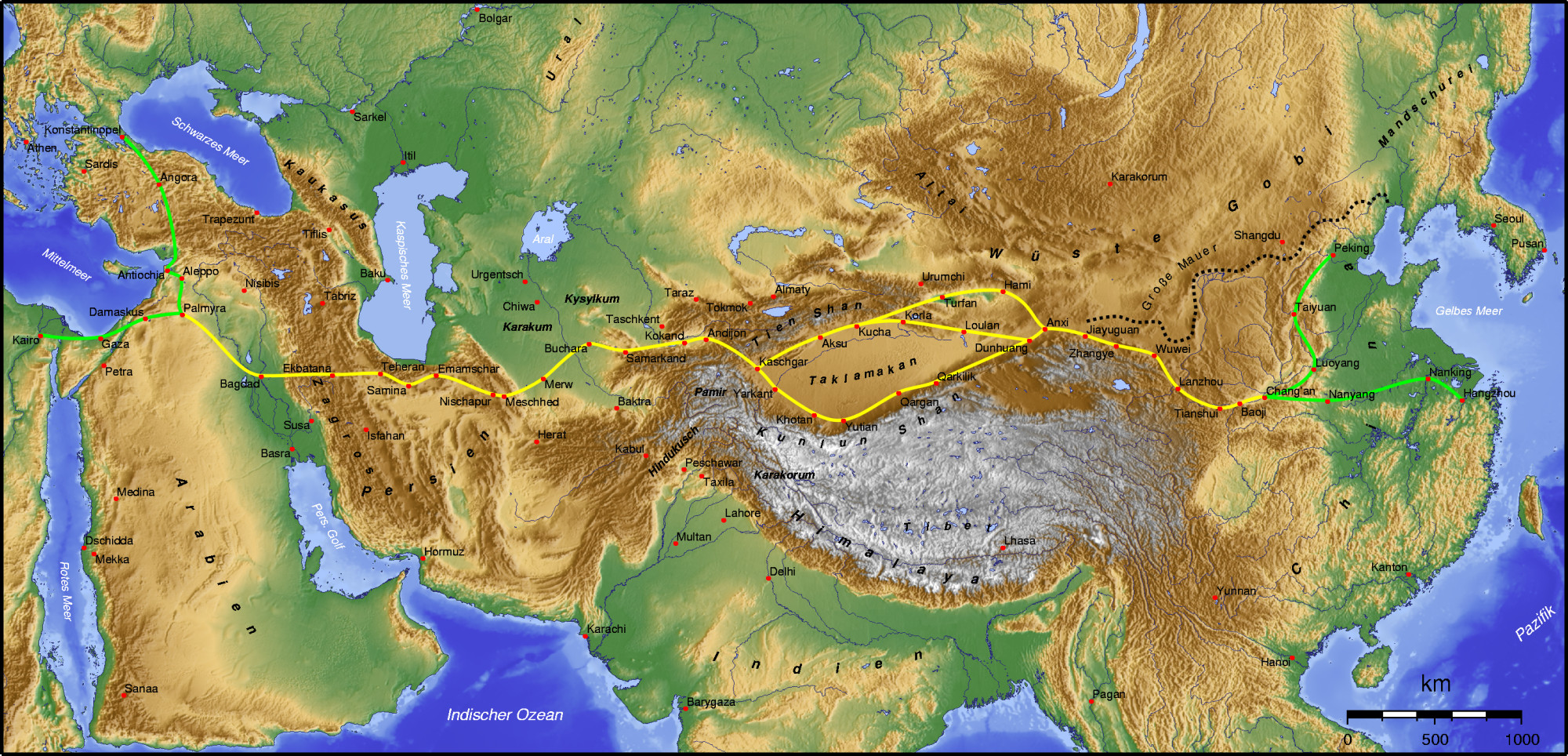
Az északi útvonal főbb állomásai

Az útvonal közép-ázsiai részét a Han-dinasztia  nyitotta meg körülbelül i. e. 114-ben, elsősorban Zhang Qian  felfedezéseinek köszönhetően, habár kereskedelem korábban is folyt már ezen a területen. A középkor vége felé a tengeri kereskedelem élénkülésének köszönhetően a selyemút jelentősége hanyatlásnak indult. 
i. e. 100 után a hsziungnuktól korábban vereséget szenvedett jüecsik átkeltek az Amu-darja déli oldalára és megdöntötték a Greko-baktriai Királyságot. Egy ideig részfejedelemségekben éltek, majd i. sz. 10 után létrehozták a Kusán Birodalmat. Ezalatt a buddhizmus és a gandhári prákrit tovább terjedt Baktriában, a buddhista kolostorokban képzett írnokok miatt a görög és a baktriai nyelv mellett a gandhári prákrit lett a birodalom legfontosabb közigazgatási nyelve. Közben az i. e. 1. század első évtizedeiben a Han Birodalom kiterjesztette uralmát a Tarim-medencére. Ekkor már működött a selyemút északi és déli ága is, ahol a szogd és indiai kereskedőknek köszönhetően a szogdot és a gandhári prákritot használták közvetítő nyelvként. 
Volt a selyemútnak ugyanekkor egy északabbi ága a sztyeppe és az erdős sztyeppe vidékén is, amelynek jelentőségét a szogdok szintén felismerték. A Hsziungnu Birodalom területén megtalálhatók voltak a Bajkál-tó és az Ivolga folyó mellett, ahol többek között a nomádok által Kínából rabolt, vagy adóként kipréselt árukat közvetítették az egyes törzsek között. 
Az 5. században a bizánciak etióp kereskedők segítségével ki akarták szorítani a perzsákat az indiai kikötők selyemkereskedelméből, de nem jártak sikerrel, mivel az etiópoknak nem volt megfelelő tőkéje ehhez. 

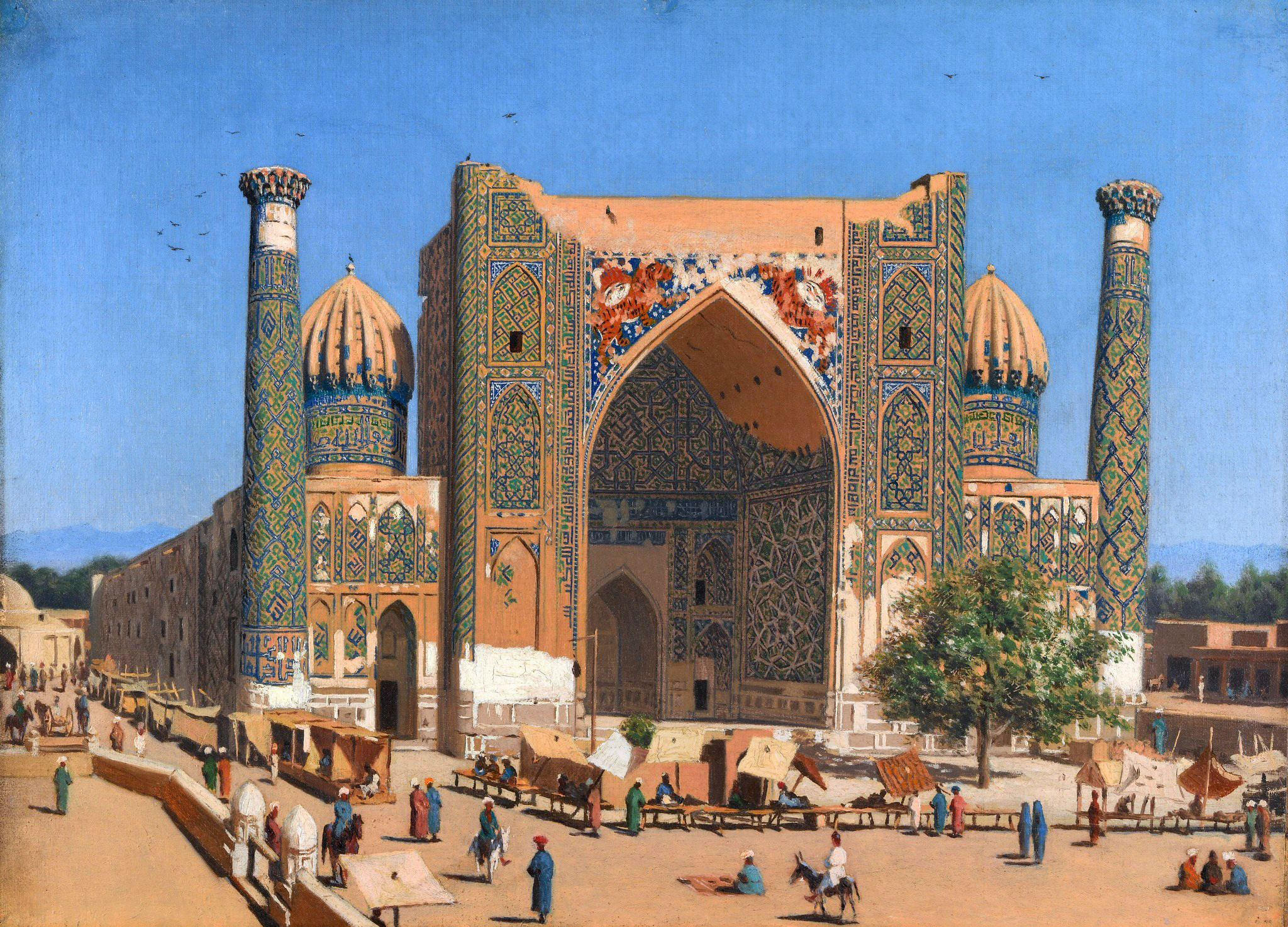
Szamarkand, a selyemút fontos oázisvárosa

A középkorban a selyemúton három nyelv játszott fontos szerepet, a hvárezmi, a középperzsa majd újperzsa, és szír nyelv. A hvárezmi kereskedelem aranykora a 10. század volt Kelet-Európában, ezután a hvárezmi nyelv lassan eltörökösödött, de használatban maradt egészen a mongol hódításig. A szír nyelv, mint az arameus leszármazottja széleskörűen elterjedt a Közel-Keleten, és mint a nesztoriánus kereszténység nyelve a korai középkorban Közép- és Kelet-Ázsiában is, így a 2. századtól a selyemút fontos nyelve lett. 
A legtartósabb szerepet azonban a középperzsa majd újperzsa játszotta a selyemúton. Már az arab hódítás előtt megjelentek Szogdiában is, de az arab hódítás gyökeresen megváltoztatta a helyzetet. A szogd gazdaság lehanyatlott, a szogdok szétszóródtak, elvándoroltak. A perzsák áttértek az iszlámra, átvették a szogdok szerepét a selyemkereskedelemben és nyelvük lett a „lingua franca” évszázadokra Nyugat- és Közép-Ázsiában. A kereskedelem mellett a diplomácia, az irodalom és a művelődés fő nyelve is ez lett a török és mongol udvarokban egészen a 17. századig. Jelentősége csak a latin európai szerepéhez mérhető. Emellett Kelet-Európában a hvárezmit a kun Kelet-Ázsiában a szogdot az ujgur nyelv váltotta fel a selyemúton. Mindkettő a kipcsakos típusú török nyelvek közé tartozott. 
Ezenkívül az európai kereskedők számára Kijev fontos kereskedelmi központ lett, ahonnan orosz kereskedők útján tartották a kereskedelmi kapcsolatokat a Mongol Birodalommal. Így a mongol és az orosz is közvetítőnyelv lett. Az örmények szétszóródásuk, valamint amiatt, hogy az örmény papok ismerték a török, arab és szír nyelvet is, szintén jelentőségre tettek szert. 

## A selyemút részei
A selyemút nem volt kijelölt út, elhelyezkedése attól függött, hogy merre voltak ellenséges törzsek, hol volt éhínség, mely terület volt száraz. A kereskedelem, a biztonságos közlekedés is befolyásolta, milyen útvonalon haladtak a karavánok, de volt néhány bejáratott főbb útvonal.
Az időszámításunk szerinti első évszázadban rendszeresen használt útvonalak a következők voltak:

### Szárazföldön

A több mint 8000 kilométeres selyemút évszázadokon keresztül a Kelet jelentős civilizációit kötötte össze a Nyugattal

Észak-Kína kereskedelmi központjától indulva nyugat felé, a szárazföldi selyemút északi és déli útszakaszokra bomlott, hogy elkerülje a Takla-Makán sivatagot és a Lop-nór vidéket.
Az északi útvonal északnyugati irányba haladt Kína Gansu tartományán keresztül, majd további három részre ágazott. Kettő ezek közül a hegyek vonulatát követte a Takla-Makán sivatagtól északra és délre, majd Kasgarnál újra egyesültek. A harmadik a Tien-san hegységtől északra haladt, Turpanon (Turfán), Talgaron és Almatin keresztül, ami ma Kazahsztán délkeleti része.
Az út Kashgartól nyugatra ismét két felé vált. Az egyik szakasz az Alai-völgyön lefelé Termez és Balkh felé haladt. A másik szakasz a Fergana-völgyben Kokandon keresztül nyugatra tartott, átszelte a Karakum sivatagot nyugati irányba Merv felé, majd rövidesen találkozott a déli útvonallal.

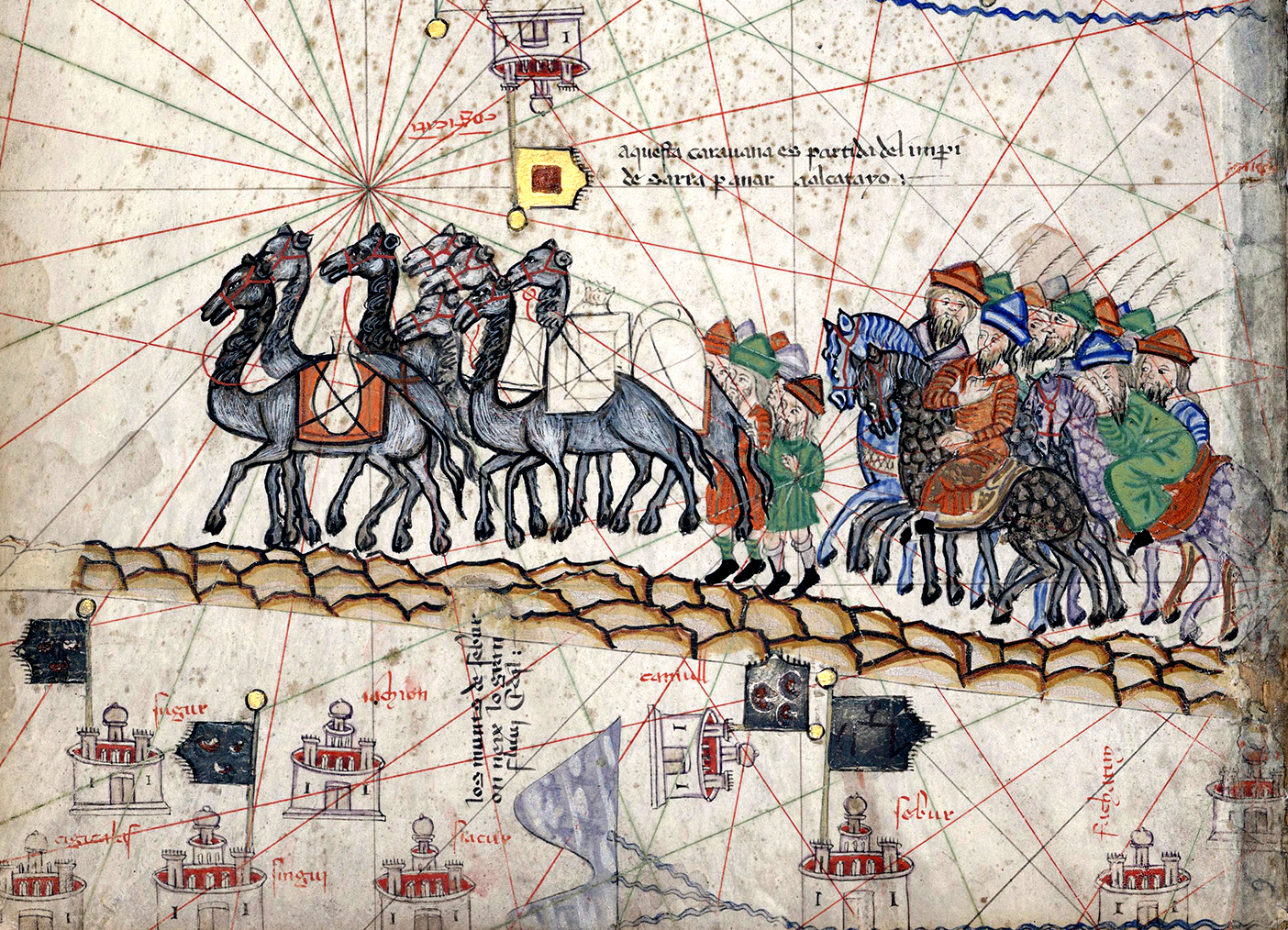
Abraham Cresques térképész Katalán Atlaszának részlete, Marco Polo fivéreivel 1260-ban a Pamír-hegységen átkelve jutottak el a selyemúton Kasgárba, majd a Góbi sivatagtól délre haladó ősi karavánutakon érték el Kambalukot, azaz Pekinget

Az egyik útszakasz északnyugati irányba fordult az Aral-tótól és Kaszpi-tengertől északra és a Fekete-tenger felé haladt tovább.
Egy másik útvonal szintén Hszianból (Xi’an) indult és a Sárga-folyón keresztül nyugat felé tartott Hszincsiang-Ujgur Autonóm Terület, Fergana (ma Üzbegisztán), Perzsia (Irán), Irak felé, mielőtt elérte a Római Birodalom keleti határát.
A selyemút északi útvonalának karavánjai számos terméket juttattak el Kínába. Perzsiából datolyát, sáfrányt és pisztáciát, Szomáliából tömjént, aloét, mirhát, Indiából szantálfát, Egyiptomból üveget, és a világ egyéb drága és keresett cikkeit szállították. Visszafelé selymet, lakkozott árut és porcelánt hoztak. 
A déli útvonal leginkább egyetlen út volt, ami Észak-Indián keresztül Turkesztán-Horászán területén át, déli elágazásokkal a tengeren Mezopotámiáig és Anatóliáig folytatódott. Kínában dél felé haladt a Szecsuan-medencén keresztül és a hegyeken átkelve Északkelet-Indiába ért. Ez az útvonal Teaút néven is ismeretes. Az útvonal nyugatra fordult a Brahmaputra és Gangesz folyók síkságain keresztül, majd valószínűleg becsatlakozott a Grand Trunk Roadba Váránaszitól nyugatra. Észak-Pakisztánon és a Hindukus hegységen át Afganisztánra ért, és Mervtől nem messze becsatlakozott az északi útvonalba.
Ezek után viszonylag egyenes vonalban haladt nyugat felé Észak-Irán hegyein és a Szíriai sivatag északi csücskén át a Földközi-tenger keleti partvidékéig. A kereskedők a tengeren Itáliáig, a szárazföldön északra Anatóliáig, délre Észak-Afrikáig vitték tovább az árukat.

### Tengeren
Egy másik ágon az áruk Herátból Szúzán át a Perzsa-öbölnél lévő Szpaszinu Kharaxig haladtak, illetve Petráig és Alexandriáig és egyéb Földközi-tengeri kikötőkig, ahonnan a hajók Rómáig vitték őket.

## A selyemút működése

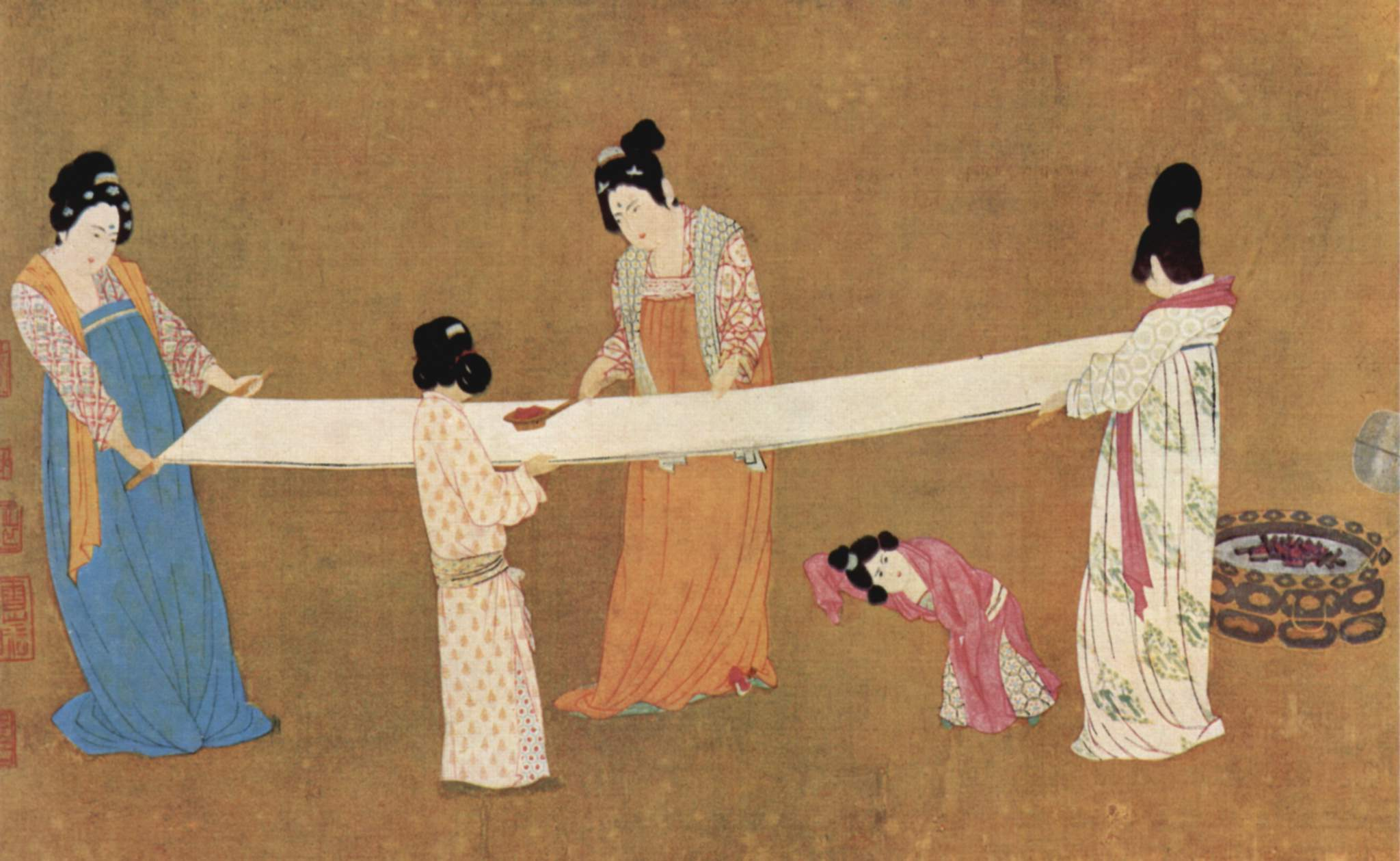
A kínai selyem az útvonal egyik legfőbb árucikke volt

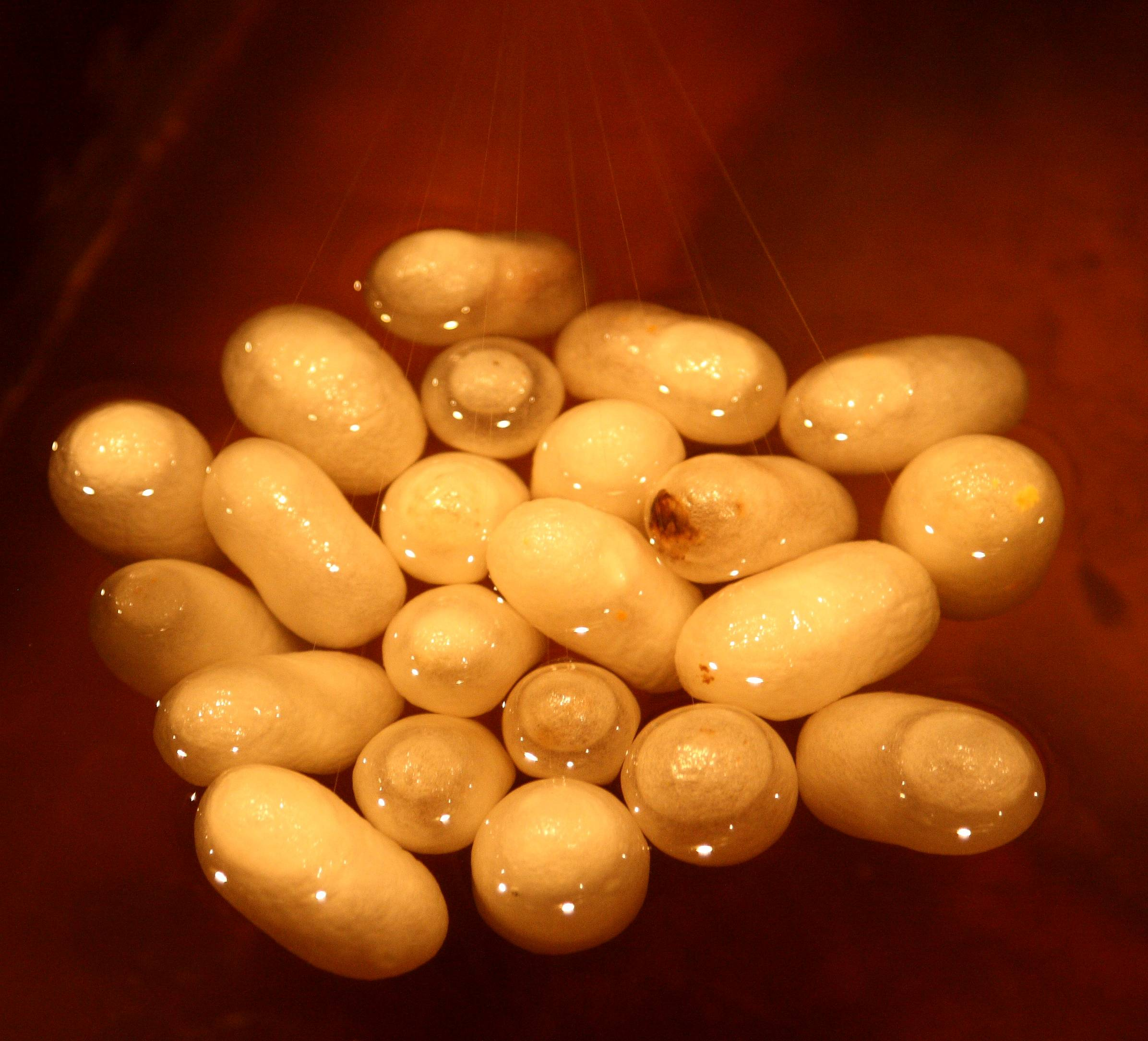
A selyemgubókat vízben megfőzik és megpuhítják, így egy gubóból több száz méter selyemszál fejthető le, a kínaiak a selyemkészítés titkát hosszú évszázadokon át őrizték

A szárazföldi selyemúton karavánok közlekedtek, mert így az ellenséges törzsekkel, rablókkal szemben jobban meg tudták magukat védeni, továbbá így egyetlen utazás során több árut szállíthattak.
A selyemúton nemcsak selymet és számos egyéb fontos terméket szállítottak évezredeken keresztül, hanem kulturális és technológiai összeköttetést is biztosított a kontinensek között. Kereskedők, zarándokok, szerzetesek, katonák, nomádok és városlakók járták Kínától kezdve a Földközi-tengerig. 
A több mint 8000 kilométer hosszú útvonal lehetővé tette, hogy olyan luxuscikkek is eljussanak a világ egyik pontjáról a másikig, mint a selyem, a szatén, a pézsma, a rubin, a gyémánt, a igazgyöngy vagy a rebarbara. Habár a selyemút több ezer kilométeren ívelt át, kevés kereskedő járta az egész útvonalat. Jellemzőbb volt, hogy az árucikkek számos közvetítőn keresztül utaztak és a tényleges kereskedelem az útvonal fontos oázisvárosainak nyüzsgő piacain bonyolódott. 
Miután 234-ben a Szászánida Birodalom kiterjesztette uralmát a Kusán Birodalom nyugati részére és így ellenőrzése alá vonta a selyemút baktriai szakaszát, a szogdok megjelentek a selyemút déli szárazföldi ágán is, amely a Karakorum hegységen keresztül vezetett Gandhárába, és amelyen kínai selymet szállítottak Indiába. Ezután évszázadokra szogd nyelv uralta a selyemút közép-ázsiai szakaszát, a szogdok szállították a selymet és más árukat Hvárezmig, Parthiáig, a Szászánida Birodalomig és Gandháráig. 
Hvárezmből a helyi kereskedők vitték tovább Kelet-Európába. Iránban Mervben pártusok, később perzsák vették át az árut és vitték tovább Mezopotámia felé. Gandhárától indiaiak szállították az árukat a nyugat-indiai kikötőkig, ahol perzsa kereskedők rakták hajóra, és vitték Mezopotámiába, Ománba, Jemenbe és Etiópiába. A Római Birodalom határán szír és palmürai kereskedők vették át az árut, és szállították a Római Birodalomba. 

## Az Új Selyemút kezdeményezés
Az „Egy övezet, egy út kezdeményezés” (One Belt, One Road – OBOR) tervét Hszi Csin-ping kínai elnök 2013-ban jelentette be. Két fő részből áll: a Selyemút Gazdasági Övezet és a 21. Századi Tengeri Selyemút programok. Magyarország az Új Selyemút egyik állomásaként a középső szárazföldi és a déli vasúti útvonalon helyezkedik el. Az utóbbi a Tengeri Selyemút egyik célállomásához, a görögországi Pireusz kikötőhöz csatlakozik és ezt az összeköttetést javítja a Budapest-Belgrád vasúti beruházás.